# Véronique De Keyser
 (mars 2017).
Si vous disposez d'ouvrages ou d'articles de référence ou si vous connaissez des sites web de qualité traitant du thème abordé ici, merci de compléter l'article en donnant les références utiles à sa vérifiabilité et en les liant à la section « Notes et références ».
Véronique Marie Alice Henriette De Keyser, née le 23 mars 1945 à Etterbeek, est une femme politique belge francophone, membre du Parti socialiste (PS).

## Biographie

### Parcours académique
Diplômée en psychologie de l'université libre de Bruxelles (ULB) en 1968, elle devient docteure en psychologie du travail en 1974. Elle est ensuite chercheuse en psychologie à l'ULB et au Centre d'études et de recherches industrielles de Bruxelles (1968-1984), dans le laboratoire de Jean-Marie Faverge. Elle devient ensuite chargée de cours à l'Université de Liège (ULG) en 1984, puis professeure ordinaire à l'ULG (1988) et ensuite doyenne de la faculté de psychologie et des sciences de l'éducation de l'ULG (1990-1998).
Elle prend la présidence de la Société d'ergonomie de langue française (1981-1984), est nommée professeure invitée aux universités de Porto, Moscou, Toulouse-Le Mirail et Notre Dame de la Paix à Namur. Elle est aussi présidente de la Société belge de psychologie (1990-1994), de l'EAWOP (European Association for Work and Organisational Psychology) (1997-2003), directrice du Centre d'excellence de l'ULG, PAI (1991-1998) consacré au raisonnement temporel et à la cariabilité comportementale (modélisation cognitive du raisonnement temporel en situation dynamique) et administratrice de la Fondation roi Baudouin (depuis 2005).
Elle est membre de l'Académie des sciences de New York (2001), du Comité national de psychologie et de l'Académie royale des sciences, des lettres et des beaux-arts de Belgique.
Spécialiste dans un premier temps de l'erreur humaine en aéronautique et anesthésie, elle s'intéresse ensuite au stress au travail. Elle aura d'ailleurs une influence notable de par ses fonctions politiques sur les évolutions législatives en matière de santé au travail. Elle participe en tant qu'expert aux travaux d'enquête sur l'accident d'avion survenu au Mont Saint Odile.
Elle est l'autrice d'une centaine d'articles scientifiques et de quelques ouvrages.

### Carrière politique
Elle est aussi conseillère communale à Liège (depuis 2006), elle est nommée en 2005 cheffe de mission d'observation électorale en Palestine pour les élections de 2006, puis en 2010 au Soudan pour les élections de 2010 et en 2011 pour le référendum au Sud Soudan.
En 2001 elle devient membre du Parlement européen. Elle devient alors membre de la Commission des Affaires Étrangères et suppléante dans la Commission Environnement. Elle s'engage vigoureusement contre l'intervention américaine en Irak, et marquera d'emblée son engagement politique vers le monde Arabe et Moyen-oriental, dans la défense des droits humains, des droits des femmes, se déplacera régulièrement en Syrie, en Palestine et dans tous les pays du Mashrek, du Moyen-Orient et de la péninsule arabique. Elle sera nommée à la fin de 2005 observatrice en chef de la Mission d'observation des élections en Palestine durant son second mandat parlementaire.
Aux élections européennes de juin 2009, Véronique De Keyser obtient un troisième mandat comme députée européenne, obtenant aussi son premier mandat comme Vice-présidente du Groupe Socialistes et Démocrates (S&D). Très active, elle est membre de la commission Développement (DEVE) et de la sous-commission Droits de l'homme (DROI), de la Délégation à l’Assemblée parlementaire paritaire ACP-UE et de Délégation pour les relations avec le Conseil législatif palestinien. Elle est aussi suppléante en commission AFET.
Lors de ce troisième mandat comme députée, elle poursuit ses combats en faveur des peuples du Sud de la méditerranéen à l'aune du printemps arabe. Elle se tourne aussi vers l'Afrique et le développement. Elle sera, une fois encore, nommée Cheffe de mission d'observation d'élection pour les présidentielle, législative et locale au Soudan en 2010, et pour le référendum d'indépendance du Sud-Soudan en juillet 2011.
Au Parlement, son action a porté sur les pays en transition démocratique (Printemps arabes), sur le Moyen-Orient en particulier, la Syrie et la Palestine et sur les régions en conflit en Afrique. Elle a défendu la démocratie, la paix, le renforcement des États fragiles, la consolidation des partis progressistes, le droit des femmes, la laïcité, la lutte contre la torture et en particulier celle des enfants, la lutte contre le phénomène des enfants soldats et des enfants accusés de sorcellerie.

### Controverse à la suite de sa rencontre avec le président Bachar al-Assad
Sa rencontre en 2013 avec le président syrien Bachar al-Assad - déjà rencontré auparavant à plusieurs reprises - a été désavouée par son parti politique et par de nombreux opposants syriens. Par son porte-parole, le PS a fait savoir que « ce voyage n’est absolument pas couvert par le parti. Rencontrer Bachar el-Assad et, par là, lui donner une caution même minime, est totalement incompréhensible »
. Le régime Assad se démenait alors face a des accusations d'attaques chimiques constitutives de crime contre l'humanité et à des menaces d'intervention militaire. De retour de son voyage en Syrie, Véronique De Keyser a défendu un point de vue prônant le dialogue avec Bachar Al Assad, opposé à toute intervention visant à le démettre et affirmant que l'opposition à ce dernier ne constituait pas une alternative,,,.
En 2014, elle n'est pas reconduite par son parti en vue des élections européennes ; elle affirme dans un communiqué s'être « fait jeter comme un chien ».
Fin mai 2020, sa nomination à la présidence du Centre d'action laïque relance la polémique sur les réseaux sociaux. Sur Tweeter, le politologue et essayiste Nicolas Tenzer dénonce une nomination « inacceptable » de l'élue qui a « repris les éléments de langage du régime Assad, coupable de crimes contre l'humanité ». Le Collectif Action Syrie lance une pétition et publie une tribune dans le quotidien belge Le Soir : «Véronique De Keyser présidente du CAL un crachat au visage des Syriens ! ».

## Prix et distinctions
Elle reçoit plusieurs distinctions honorifiques dont les titres de commandeur de l'ordre de la Couronne en 1997, le prix Maria Sibylla-Merian donné à des femmes scientifiques pour leur carrière remarquable en 1999, le NATO Science Award en 1986, le prix Santé et Entreprise en 1996. Elle reçoit aussi le prix Théroigne de Méricourt en 2011 de Synergie Wallonie
- Chevalier de l'ordre de Léopold (26 mai 2014)[9]
- Commandeur de l'ordre de la Couronne (1997)

## Œuvres
- Approche psychologique de l'expérience ouvrière à travers les systèmes automatisés, thèse, 1974
- V. De Keyser, T. Qvale, T., B. Wilpert et S. A. Ruiz Quintanilla, (Eds), The Meaning of Work and Technology Option, Wiley & Sons, 1988
- V. De Keyser, A. Van Daele, A. (Eds), L'ergonomie de conception, Éditions De Boeck, 1989
- J. M. Cellier, V. De Keyser et C. Valot, La Gestion du temps dans les environnements dynamiques, Presses Universitaires de France, 1996
- V. De Keyser et A. Leonova, Human error prevention and well being at work in Western Europe and Russia, Kluwer Publisher, 2001
- L'erreur humaine, Éditions Labor, 2002
- A la vie comme à la mort, Éditions Labor, 2003
- Petits crimes sans importance. Critiques de la flexibilité au travail en Europe, Éditions Luc Pire, 2008
- S. Hessel et V. De Keyser, Palestine, la trahison européenne, Éditions Fayard, 2013